# Holonímia
Holonímia é a relação de hierarquia semântica entre palavras em que uma — holónimo — refere a unidade e a outra — merónimo — refere uma parte dessa mesma unidade ou todo.
Por exemplo, corpo é um holónimo de braço, perna, cabeça... Um corpo tem braços, pernas, cabeça, mas um braço não tem um corpo.